# Хун Хао
Хун Хао (кит. 洪浩; род. 1965, Пекин, Китай) — современный художник и фотограф из Китая.
Окончил факультет печати Центральной академии изобразительных искусств в Пекине, где продолжает жить и работать. Занимается, главным образом, концептуальной фотографией, но также работает в техниках литографии и шелкографии.
Наиболее известен по серии фотографий «Мои вещи». Его работы выставлялись на многочисленных персональных и групповых выставках по всему миру и входят в собрания ведущих художественных институтов, таких как Метрополитен-музей в Нью-Йорке, Музей Виктории и Альберта в Лондоне и Музей Гетти в Лос-Анджелесе.

## Творчество
Хун Хао — независимый художник, не относящийся к какой-либо школе. Его работы являются проницательными и сатирическими. Значительная часть его произведений посвящена темам иллюзии, предвзятости и внешнему виду. В 1992—2000 годах художник работал над серией трафаретных оттисков «Избранные писания» (англ. Selected Scriptures), оформленной в виде большой открытой книги. Она представляет собой вымышленную энциклопедию, которая предлагает альтернативное толкование социально-политической истории мира и рассматривает возможные сценарии будущего. В серии используются вымышленные карты, диаграммы и иллюстрированные повествования, где изображения, стилизованные под древние классические тексты, нарочно содержат текстовые ошибки, неверные названия и картографические искажения. Например, на одной из карт под названием «Новый мировой порядок» страны переименованы в честь крупных корпораций, а их границы изменены; на другой суша перераспределена по критериям военной и экономической мощи. Работы серии поднимают вопросы о достоверности исторических фактов и содержат критику потребительства, империализма и технологического прогресса. В серии «Пекинский путеводитель» (Youjing zhinan, 1999—2000) фотограф представлен в роли гида, сопровождающего группы иностранных туристов к известным достопримечательностям Пекина. Фотографии представляют китайскую столицу как центр туризма и воплощение романтизированных восточных образов.
Одна из известных серий работ Хун Хао, «Мои вещи» (My Things), открыла новую область для самовыражения художника. Это не обычные фотографии, сделанные камерой. Они состоят из тысяч отсканированных изображений, объектов из собственной жизни, которые художник совмещает с помощью компьютера. Объекты выставляются в натуральную величину, некоторые из них охватывают 20-летний период, а другие представляют лишь короткий период времени, который мог быть частью обеда одного дня. Это микро-вселенные, далекие, как спутниковые фотографии, личные приглашения к моменту близости, беглый взгляд на жизнь художника, открытие современного Китая и возможность найти тоже, что мы находим в наших собственных домах.
В работе «10 лет китайского современного искусства» (англ. 10 Years Chinese Contemporary) присутствуют разнообразные артефакты художественной жизни до 2006 года: билеты с арт-ярмарок, обложки, каталоги и персональные работы фотографов, фотографии этих же работ в галереях. Художник неравнодушен к идее времени, которое воплощается в предметах.

## Выставки
Персональные выставки
2007
- Elegant Gathering: Hong Hao’s Opening, Chamber’s Fine Art, New York City, USA

2004
- My Things, Chinese Contemporary, London, England
- Hong Hao, Base Gallery, Tokyo, Japan

2000
- Suspended Disbelief, Art Beatus Gallery, Vancouver, Canada
- Scenes from the Metropolis, Courtyard Gallery, Beijing, China[10]

1999
- Selected Show, Canvas International Art, Amsterdam, Netherlands

Групповые выставки
2007
- Zhu Yi! Chinese Contemporary Photography, ARTIUM de Alava, Spain
- Long March Project — Yan’an, Long March Space, Beijing, China

2006
- Double-Sounded Cracker, Tang Contemporary Gallery, Beijing, China
- Only One Wall, Artspace, Sydney, Australia
- Ten Years, Chinese Contemporary Gallery, Beijing, China

2005—2006
- Mahjong, Kunsthalle, Bern & Kunsthalle, Hamburg, Germany

2005
- Zooming into Focus — Contemporary Chinese Photography and Video from the Haudens, ShanghART Gallery, Shanghai
- Regeneration — Contemporary Chinese Art from China and the U.S., ASUART — Arizona State University Art Museum, Tempe, AZ
- On the Edge-Contemporary Chinese Artists Encounter the West, Iris & B. Gerald Cantor Center for Visual Arts at Stanford University, USA[3]
- Competition, The CourtYard Gallery, Beijing, China
- The New Long March Space Inaugural Exhibition, Long March Foundation, Beijing

2004—2006
- Regeneration, Samek Art Gallery, Bucknell Univ., Lewisburg, PA, & touring USA

2004
- Regeneration — Contemporary Chinese Art, David Winton Bell Gallery, Providence, RI
- Zai Shoku Ken Bi — Art & Money, Base Gallery, Tokyo
- Die Chinesen: Fotografie und Video aus China, Kunstmuseum Wolfsburg, Wolfsburg
- Misleading Trails, China Art Archives & Warehouse (CAAW), Beijing
- Between Past and Future: New Photography and Video From China, International Center of Photography, New York
- Zooming into Focus, Shanghai Art Museum, Shanghai

2003
- Rencontres de la Photographie, Arles
- Chinese Maximalism, Millennium Art Museum, Beijing and the University of Buffalo Art Galleries,

Buffalo, NY
- Contemporary Chinese Photography, Chinese Contemporary, London

2002
- 1st Guangzhou Triennial　A Decade of Experimental Chinese Art, Guangdong Museum of Art, Er-Sha

Island,Guangzhou, China
- Too Much Flavour, 3H Art Centre, Shanghai

2001—2002
- Chengdu Biennale, Chengdu Modern Art Museum, Chengdu

2001
- Cross Pressures, Oulu City Art Museum, Finland
- Virtual Future, Art Museum of Guangdong Province, Guangzhou, China
- Album de la Famille Chine, Modern Contemporary Art Museum, Nice, France
- From Inside the Body, ISE Foundation, New York, USa

2000
- Caught & Arranged — Photography, China Art Archives & Warehouse (CAAW), Beijing
- China Big Torino: Biennale of Emerging Artists, Torino, Italy
- Basel Art Fair, Basel, Switzlerand
- Chinese Avant garde Art in the 90s, Fukuoka Asian Art Museum, Fukuoka, Japan
- Shanghai Biennale, Shanghai Art Museum, Shanghai[3]

1999
- Beijing in London, ICA, London, England
- Love, Chinese Contemporary Photography and Video, Tachikawa International Arts Festival, Tokyo, Japan
- Five Continents and One City, Museum of Mexico City, Mexico

1989—1999
- Inside Out: New Chinese Art, Asia Society, New York, MoMA San Francisco, USA

1997
- Immutability and Fashion: Chinese Contemporary Art in the Midst of Changing Surroundings, Tokyo, Osaka, Fukuoka, Japan

1995
- Changes: Modern Art from China, Art Museum of Gothenburg, Gothenburg

1993
- China’s New Art, Post-1989, Hong Kong, Sydney, London

1988
- Rencontres Internationales de la Photographie, Arles

В собраниях музеев
- San Francisco Museum of Modern Art, USA
- British Museum, UK
- Khoan and Ashmolean Collection, Oxford, UK
- MoMA, New York, USA
- Boston Museum Of Fine Arts, Boston, USA
- Canada National Gallery, Canada
- Kunsthaus Zurich, Switzerland
- Fukuoka Asian Art Museum, Japan
- Shanghai Art Museum, China